# Club Atlético San Lorenzo de Almagro
Il Club Atlético San Lorenzo de Almagro, meglio noto come San Lorenzo, è una società polisportiva argentina del quartiere Boedo di Buenos Aires, nota principalmente per la sua squadra di calcio, che milita nella Primera División, la massima serie.
Fondato nel 1908, veste i colori sociali blu e rosso ed è la quinta società calcistica del paese a livello di palmarès: annovera infatti 17 titoli nazionali (15 campionati e 2 coppe nazionali) e 5 titoli internazionali (1 Coppa Libertadores, 1 Coppa Sudamericana, 1 Coppa Mercosur, 1 Copa Aldao e 1 Copa Campeonato del Río de la Plata).
Insieme a Boca Juniors, River Plate, Independiente e Racing Club, il San Lorenzo fa parte delle cosiddette "cinque grandi" del calcio argentino.

## Storia

### Origini del club

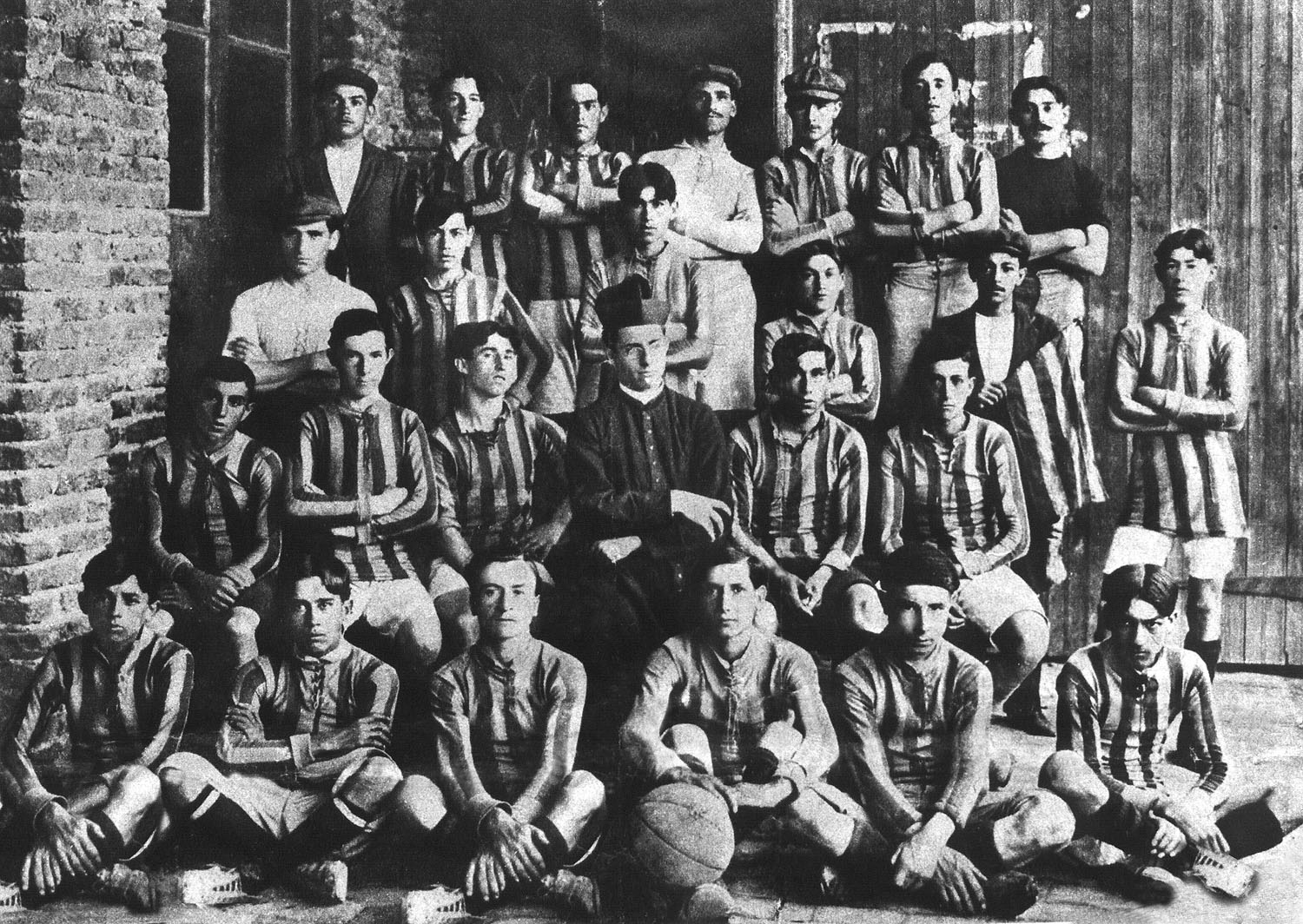
Il San Lorenzo in posa con padre Lorenzo Massa.

Nei primi anni del 1900 un gruppo di ragazzi di Almagro iniziò a giocare a calcio nelle cosiddette canike, le squadre di quartiere, sfidando le squadre dei quartieri vicini e facendosi chiamare Los Forzosos de Almagro ("I forti di Almagro"). Con il passare degli anni però giocare per strada iniziò a diventare pericoloso a causa del crescente numero di tram e bus in circolazione, sino a che uno dei giovani calciatori fu investito da un tram durante una partita. A quel punto il prete salesiano don Lorenzo Massa (1882-1949) decise di ospitare le partite in un contesto più sicuro, il cortile dell'oratorio della sua parrocchia in Calle México. In cambio dello spazio ottenuto i ragazzi si impegnarono a seguire la messa ogni domenica.
Il 1º aprile 1908 la squadra fu fondata ufficialmente e fu chiamata San Lorenzo de Almagro in onore di padre Lorenzo e del quartiere.

### L'era professionistica
Il primo torneo professionistico organizzato dalla AFA fu del 1931 e fu vinto dal Boca Juniors, mentre il seguente fu vinto dal River Plate. In entrambi gli anni il San Lorenzo fu protagonista del torneo, lottando sino alle ultime giornate. Visti i risultati dei due anni precedenti, nel 1933 la squadra era la grande favorita per il titolo. Alla terzultima giornata del torneo era in programma la partita decisiva fra il San Lorenzo, secondo, e il Boca Juniors, primo con un punto di vantaggio. Di fronte a 45000 persone, el Ciclón sconfisse per 2 a 0 i rivali del Boca raggiungendo la testa della classifica. Il turno seguente però il San Lorenzo perse per 1-0 contro l'Independiente mentre il Boca Juniors sconfisse senza problemi il Lanús recuperando il terreno perso. Le ultime speranze erano legate al River Plate che, senza più obiettivi da raggiungere, doveva affrontare il Boca all'ultima giornata. Il miracolo però si compì, e il River Plate sconfisse per 3 a 1 il Boca, mentre il San Lorenzo batté 1-0 il Chacarita Juniors e si laureò campione per la prima volta.
Nell'aprile 2000 si suicida appena ventenne Mirko Šarić, promessa inespressa del settore giovanile dei Santos.
Negli anni successivi arriveranno altri 10 titoli, l'ultimo dei quali nel 2013. Il primo trionfo internazionale è del 2001 con la Coppa Mercosur, seguita l'anno dopo dalla Coppa Sudamericana. Nel 2014 si aggiudica la sua prima Coppa Libertadores battendo in finale il Nacional Asunción con un complessivo 2-1, qualificandosi di conseguenza per il Mondiale per club 2014. La squadra riesce ad arrivare in finale della competizione internazionale perdendo contro il Real Madrid per 2-0.

## Calciatori
calciatori del Passato

### Vincitori di titoli
- Ricardo La Volpe (Argentina 1978)
- Jorge Olguín (Argentina 1978)

## Palmarès

### Competizioni nazionali
- Campionato argentino: 15

1923, 1924, 1927, 1933, 1936 (Copa de Honor), 1946, 1959, 1968 Metropolitano, 1972 Metropolitano, 1972 Nacional, 1974 Nacional, Clausura 1995, Clausura 2001, Clausura 2007, Inicial 2013
- Segunda División: 1

1914
- Primera B Nacional: 1

1982
- Primera División C: 1

1914
- Supercopa Argentina: 1

2015
- Copa General Pedro Ramírez: 1

1943

### Competizioni internazionali
- Coppa Libertadores: 1

2014
- Coppa Sudamericana: 1

2002
- Coppa Mercosur: 1 (record condiviso con Flamengo, Vasco da Gama e Palmeiras)

2001
- Copa Aldao: 1

1927
- Copa Campeonato del Río de la Plata: 1

1923

## Tifoseria
La hinchada (tifoseria) del San Lorenzo, "La Gloriosa Butteler", è una delle tifoserie più calde e appassionate dell'Argentina, famosa per la varietà dei suoi cori e per la quantità di tifosi che seguono in trasferta la squadra.
Si stima che per numero sia la terza tifoseria dopo Boca Juniors e River Plate.

### Rivalità
La rivalità più sentita è quella con il Club Atlético Huracán dovuto alla vicinanza dei due quartieri a Buenos Aires. Possono riscontrarsi con tutte le principali squadre della capitale e della provincia di Buenos Aires: Boca Juniors, River Plate, Argentinos Juniors, Racing Club, Estudiantes de La Plata, Independiente e altre minori.

## Rosa 2024-2025
Rosa aggiornata al 24 aprile 2025
| N. |                      | Ruolo | Calciatore         |
| -- | -------------------- | ----- | ------------------ |
| 1  | Argentina (bandiera) | P     | Mateo Clemente     |
| 4  | Colombia (bandiera)  | D     | Jhohan Romaña      |
| 5  | Argentina (bandiera) | C     | Elián Irala        |
| 7  | Argentina (bandiera) | A     | Ezequiel Cerutti   |
| 9  | Slovenia (bandiera)  | A     | Andrés Vombergar   |
| 10 | Spagna (bandiera)    | A     | Iker Muniain       |
| 11 | Argentina (bandiera) | A     | Matías Reali       |
| 12 | Argentina (bandiera) | P     | Orlando Gill       |
| 13 | Argentina (bandiera) | P     | Facundo Altamirano |
| 15 | Argentina (bandiera) | C     | Emanuel Cecchini   |
| 16 | Argentina (bandiera) | D     | Nery Dominguez     |
| 19 | Argentina (bandiera) | C     | Manuel Insaurralde |
| 21 | Argentina (bandiera) | C     | Francisco Perruzzi |
| 22 | Argentina (bandiera) | A     | Branco Salinardi   |

| N. |                      | Ruolo | Calciatore         |
| -- | -------------------- | ----- | ------------------ |
| 23 | Argentina (bandiera) | D     | Gastón Hernández   |
| 24 | Argentina (bandiera) | D     | Nicolas Tripichio  |
| 25 | Argentina (bandiera) | P     | José Devecchi      |
| 26 | Argentina (bandiera) | C     | Juan Cruz Vega     |
| 28 | Argentina (bandiera) | A     | Alexis Cuello      |
| 30 | Argentina (bandiera) | D     | Nahuel Arias       |
| 32 | Argentina (bandiera) | D     | Ezequiel Herrera   |
| 34 | Argentina (bandiera) | D     | Fabricio López     |
| 36 | Argentina (bandiera) | D     | Daniel Herrera     |
| 37 | Argentina (bandiera) | D     | Elías Báez         |
| 38 | Argentina (bandiera) | C     | Ignacio Perruzzi   |
| 50 | Argentina (bandiera) | C     | Agustín Ladstatter |
| 51 | Argentina (bandiera) | D     | Maximiliano Zelaya |
| 99 | Colombia (bandiera)  | A     | Jaime Peralta      |